# خالد مهدي
خالد مهدي مواليد 1 فبراير 1987 في غزة، دولة فلسطين، هو لاعب كرة قدم فلسطيني يلعب مع مركز شباب الأمعري كمدافع.

## المسيرة الاحترافية
شارك مع منتخب فلسطين في تصفيات كأس التحدي الآسيوي 2012 وقد ظهر أيضا في ثلاث من التصفيات الآسيوية لكأس العالم.

### أندية لعب لها
- مركز شباب الأمعري

## روابط خارجية
- خالد مهدي على موقع قاعدة بيانات كرة القدم.إي يو (الإنجليزية)
- خالد مهدي على موقع ناشيونال فوتبول تيمز (الإنجليزية)